# Wilmer Aguirre
Wilmer Alexander Aguirre Vázquez (ur. 10 maja 1983 w Pisco) – peruwiański piłkarz występujący najczęściej na pozycji napastnika, obecnie zawodnik meksykańskiego San Luis.

## Kariera klubowa
Aguirre w wieku juniorskim występował w kilku młodzieżowych zespołach w rodzinnym Pisco, gdzie w wieku 14 lat zauważyli go wysłannicy stołecznego zespołu Alianza Lima. W Limie uczęszczał do tej samej szkoły średniej co inni przyszli reprezentanci piłkarscy Peru – José Paolo Guerrero i Jefferson Farfán. Do seniorskiej drużyny Alianzy Aguirre został włączony w 2001 roku i niedługo potem zadebiutował w peruwiańskiej Primera División. W tym samym sezonie, 2001, wywalczył z Alianzą tytuł mistrza Peru, natomiast w roku 2003 wziął udział w pierwszym międzynarodowym turnieju w swojej karierze, Copa Libertadores, gdzie wraz ze swoim zespołem odpadł już w fazie grupowej. W 2004 i 2005 roku zdobył kolejne tytuły mistrzowskie w lidze peruwiańskiej.
Latem 2006 Aguirre podpisał kontrakt z francuską drużyną FC Metz. W Ligue 2 zadebiutował 25 września 2006 w wygranym 2:1 spotkaniu z Montpellier HSC, natomiast pierwszego ligowego gola we Francji strzelił 16 marca 2007 w zremisowanej 1:1 konfrontacji z Créteil. Po sezonie 2006/2007 awansował z Metz do Ligue 1, gdzie zdobył 2 gole w 17 meczach i już po roku spadł z powrotem na zaplecze najwyższej klasy rozgrywkowej.
W kwietniu 2008 Aguirre powrócił do ojczyzny, zostając piłkarzem swojego macierzystego klubu, Alianzy Lima. Jej barwy reprezentował przez kolejne dwa lata, jednak oprócz wicemistrzostwa Peru w rozgrywkach 2009 nie odniósł z zespołem większych sukcesów. Podczas drugiego pobytu w Alianzy wpisał się na listę strzelców 28 razy w 78 spotkaniach.
W letnim okienku transferowym 2010 Aguirre za sumę 1,4 miliona euro zasilił meksykański klub San Luis FC, podpisując z nim trzyletnią umowę. W tamtejszej Primera División zadebiutował 24 lipca 2010 w zremisowanej 1:1 konfrontacji z Monterrey i w tym samym spotkaniu po raz pierwszy strzelił bramkę w oficjalnym meczu San Luis. W kolejnych rozgrywkach, Clausura 2011, zdobył dla San Luis 10 bramek, co dało mu pozycję wicekróla strzelców ligi meksykańskiej.
| Sezon     | Klub         | Kraj    | Rozgrywki        | Mecze | Bramki |
| --------- | ------------ | ------- | ---------------- | ----- | ------ |
| 2001      | Alianza Lima | Peru    | Primera División | 6     | 0      |
| 2002      | Alianza Lima | Peru    | Primera División | 29    | 2      |
| 2003      | Alianza Lima | Peru    | Primera División | 20    | 10     |
| 2004      | Alianza Lima | Peru    | Primera División | 37    | 6      |
| 2005      | Alianza Lima | Peru    | Primera División | 33    | 13     |
| 2006      | Alianza Lima | Peru    | Primera División | 20    | 9      |
| 2006/2007 | FC Metz      | Francja | Ligue 2          | 12    | 2      |
| 2007/2008 | FC Metz      | Francja | Ligue 1          | 17    | 2      |
| 2008      | Alianza Lima | Peru    | Primera División | 40    | 18     |
| 2009      | Alianza Lima | Peru    | Primera División | 31    | 8      |
| 2010      | Alianza Lima | Peru    | Primera División | 7     | 2      |
| 2010/2011 | San Luis FC  | Meksyk  | Primera División | 30    | 13     |
| 2011/2012 | San Luis FC  | Meksyk  | Primera División |       |        |

## Kariera reprezentacyjna
W seniorskiej reprezentacji Peru Aguirre zadebiutował w swoje 23. urodziny, 10 maja 2006 w zremisowanym 1:1 meczu towarzyskim z Trynidadem i Tobago.